# Bodilus ardescens
Bodilus ardescens är en skalbaggsart som beskrevs av Schmidt 1916. Bodilus ardescens ingår i släktet Bodilus och familjen Aphodiidae. Inga underarter finns listade.